# Cataglyphis frigidus
Cataglyphis frigidus är en myrart som först beskrevs av Andre 1881.  Cataglyphis frigidus ingår i släktet Cataglyphis och familjen myror.

## Underarter
Arten delas in i följande underarter:
- C. f. frigidus
- C. f. persicus

## Bildgalleri

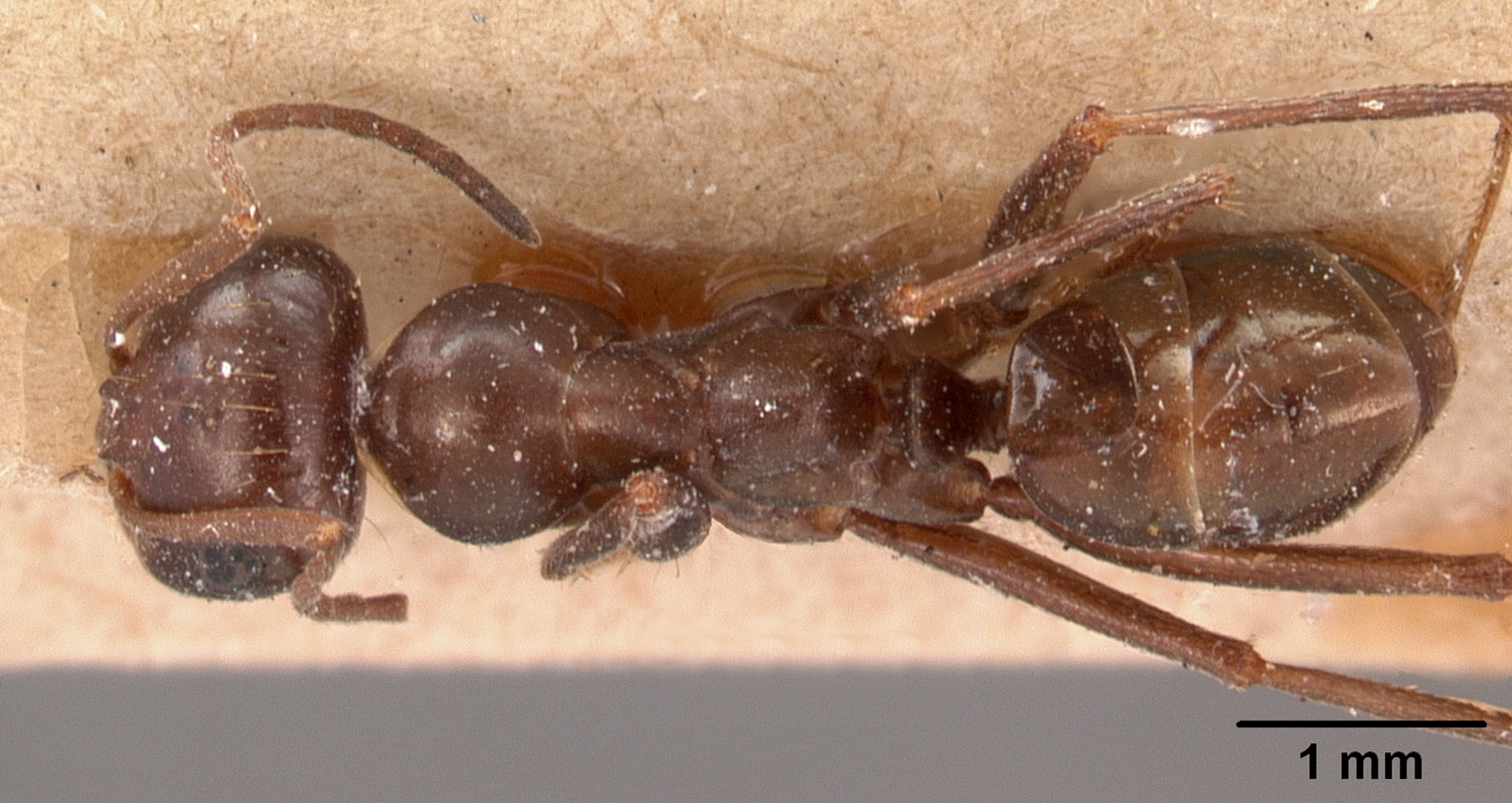
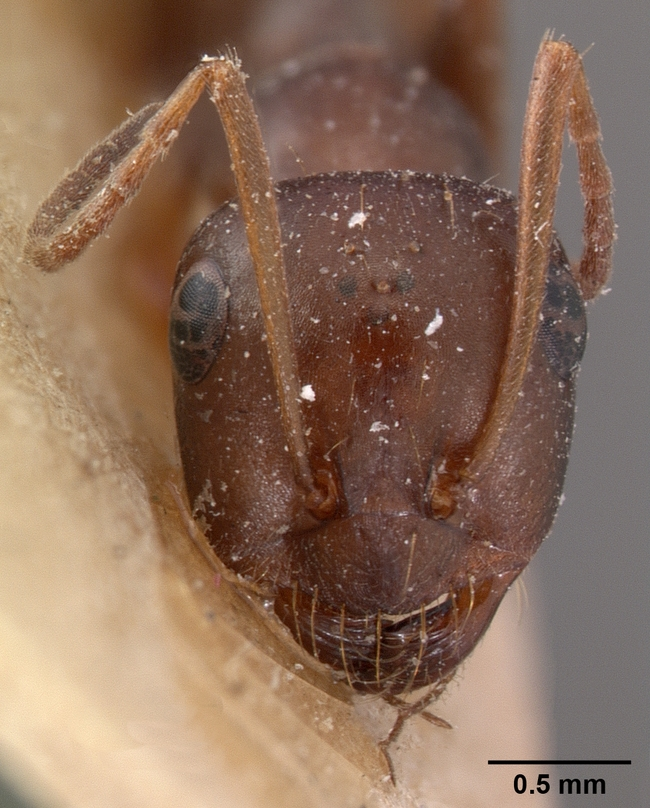
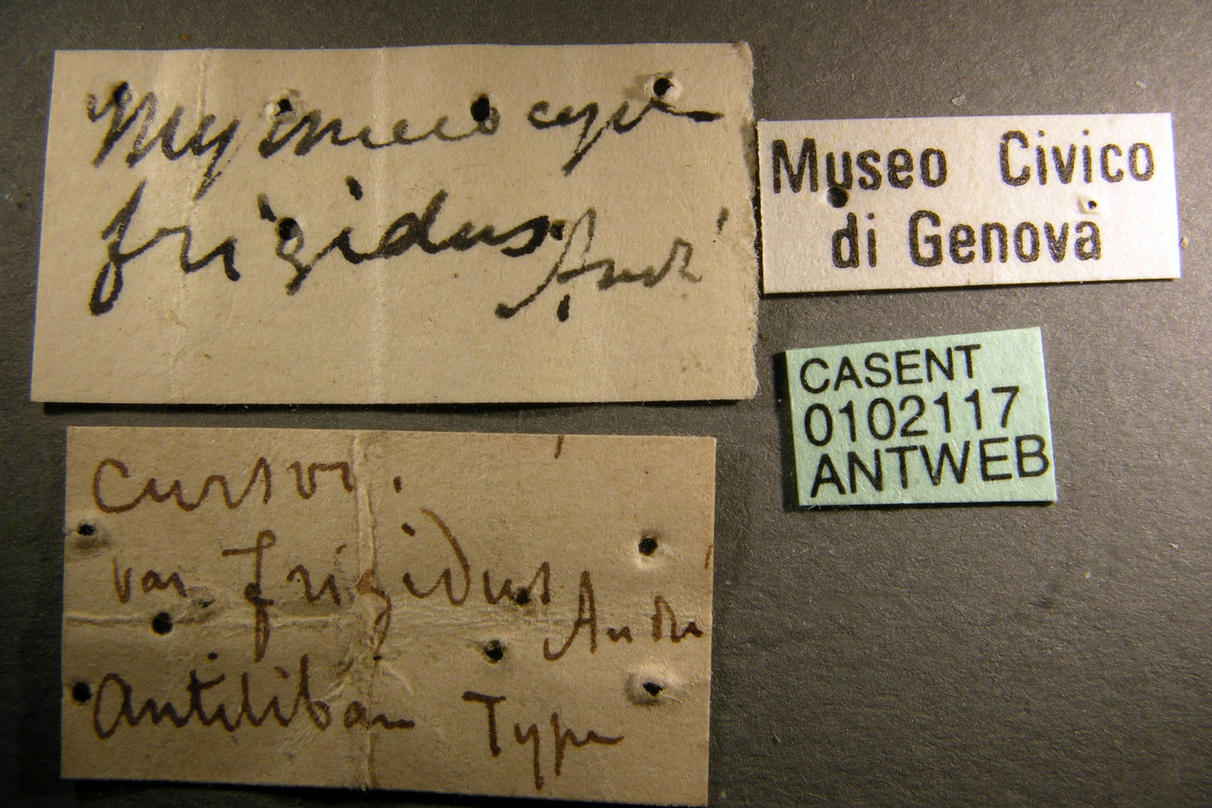
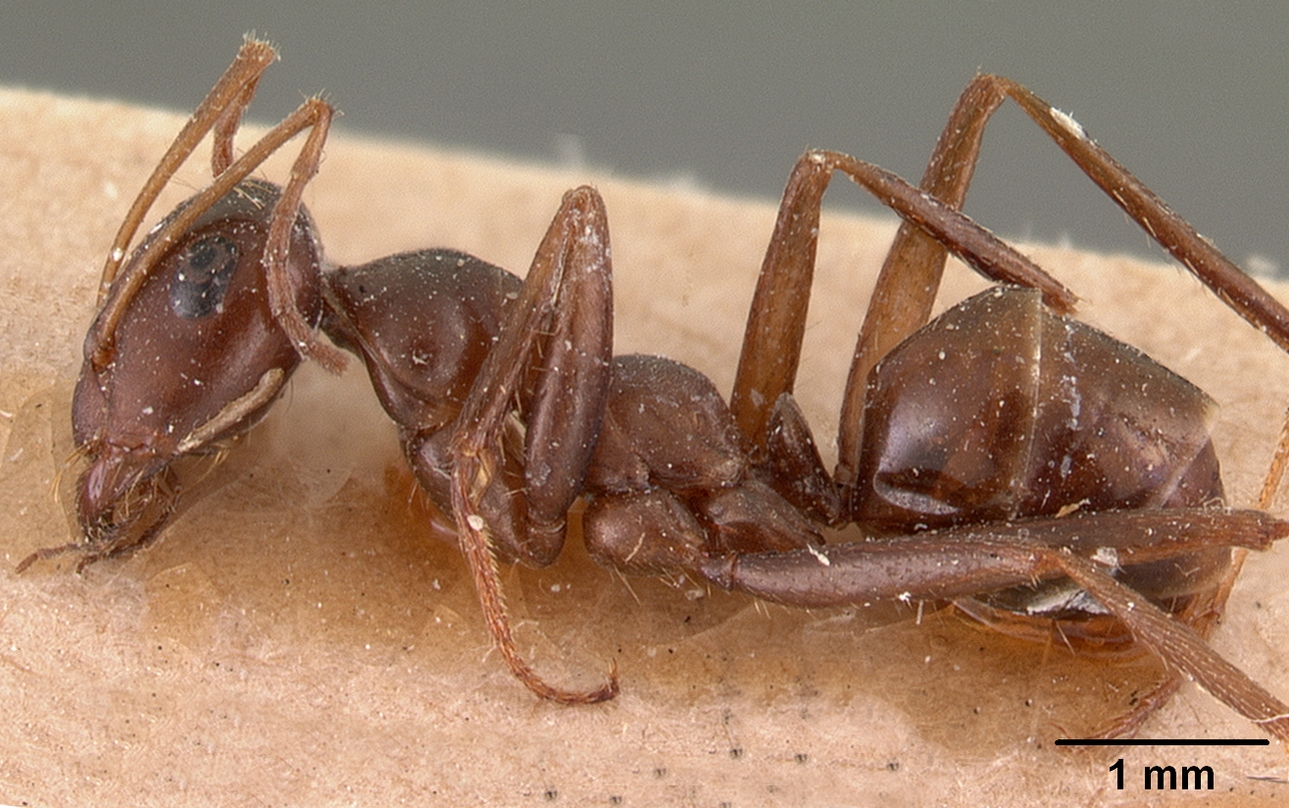